# OD
OD (Overdose, укр. Передозування) — майбутня відеогра жанру жахів, що розробляється компанією Kojima Productions і буде видана Xbox Game Studios. У головних ролях виступлять Софія Лілліс, Гантер Шафер та Удо Кір. Хідео Коджіма і Джордан Піл працюють над сценарієм гри.
За словами Коджіми, гра «досліджуватиме концепцію тестування свого порогу страху і те, що означає передозування страхом». Коджіма заявив, що «працює зі студією Xbox Game Studios та їхньою хмарною ігровою технологією, аби прийняти виклик створення унікального, захопливого та абсолютно нового стилю гри — або, скоріше, нової форми медіа».

## Розробка
Партнерство між Kojima Productions та Xbox Game Studios для створення гри для Xbox з використанням можливостей хмарних технологій було оголошено на Xbox & Bethesda Games Showcase 2022. Коджіма офіційно оголосив про OD та свою співпрацю з Джорданом Пілом на The Game Awards 2023, випустивши тизер-трейлер.